# Rijkevorsel
Rijkevorsel és un municipi belga de la província d'Anvers a la regió de Flandes. Conté les seccions de Sint-Jozef, Achtel, Gammel i Keirschot. Limita al nord-oest amb Wuustwezel, al nord amb Hoogstraten, al nord-est Merksplas, a l'oest amb Brecht, al sud amb Malle i al sud-oest Beerse.

## Evolució de la població

### Seglexix
| Població | 1.052 | 1.038 | 1.190 | 1.449 | 1.528 | 1.533 | 1.789 | 2.036 | 2.327 |  |  |  |  |  |  |  |  |  |  |

### Segle XX (fins a 1976)
| Any      | 1900  | 1910  | 1920  | 1930  | 1947  | 1961  | 1970  | 1976  |  |
| -------- | ----- | ----- | ----- | ----- | ----- | ----- | ----- | ----- |  |
| Població | 3.185 | 4.112 | 4.439 | 5.165 | 6.181 | 7.328 | 8.327 | 8.791 |  |
|          |       |       |       |       |       |       |       |       |  |

### 1977 ençà
| Població  | 8.746 | 8.924 | 9.331 | 9.624 | 10.037 | 10.455 | 10.626 |
| Font: NIS |       |       |       |       |        |        |        |